# 고단샤

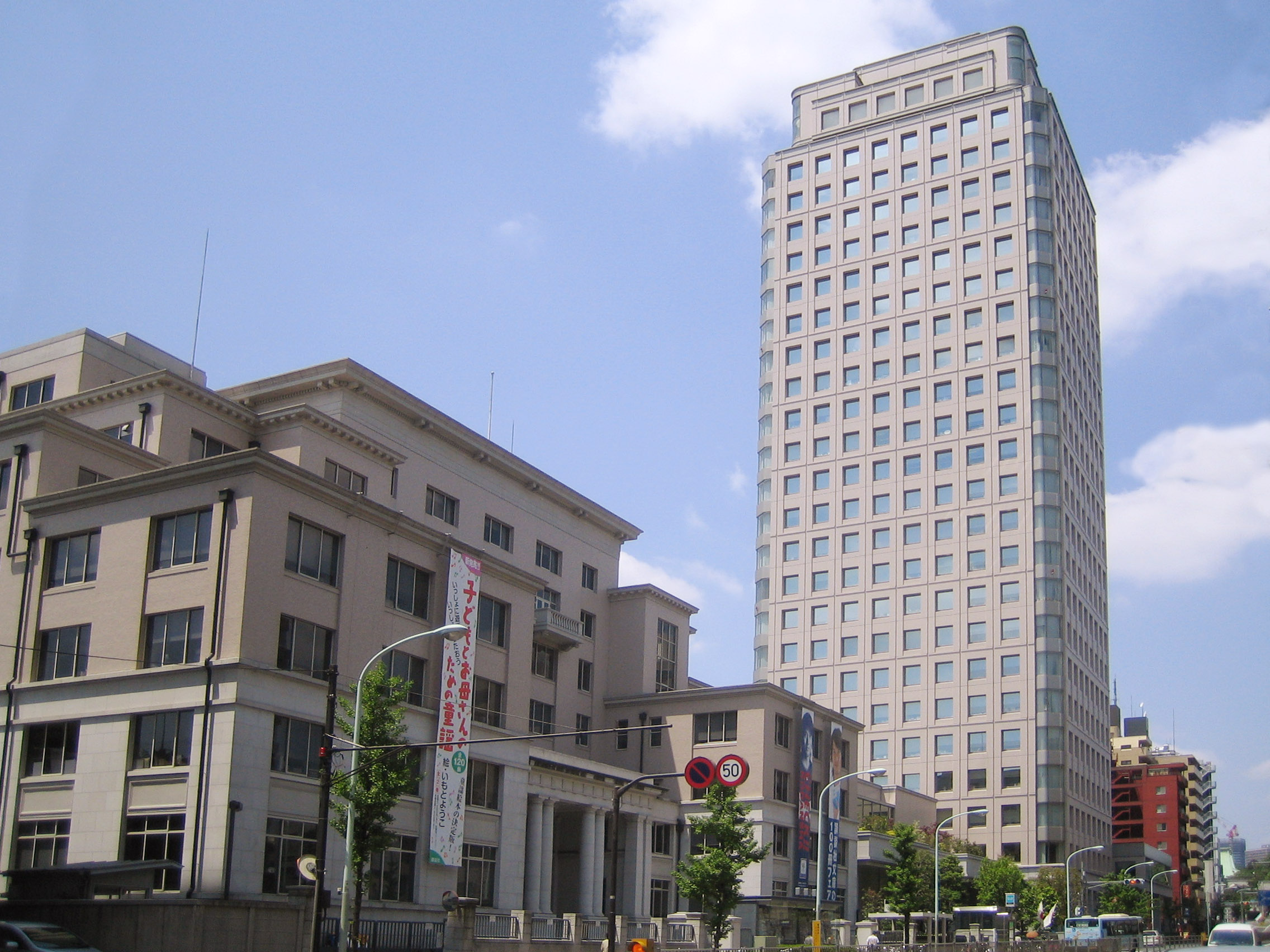

주식회사 고단샤(일본어: 株式会社講談社, 한국 한자음: 강담사)는 1909년에 설립된 일본의 출판사이다. 산하에 킹 레코드(일본어: キングレコード), 코분샤, 일간 겐다이 등 을 거느리며 이른바 '오토와 그룹'을 이루고 있다.

## 역사 및 개요
1909년 설립된 '대일본 웅변회'의 후신인 출판사이다. 창립자는 군마현 출신의 노마 세이지(野間 淸治). '고단샤'의 명칭은 1911년부터 대일본웅변회와 함께 사용했다. 현재의 명칭 '주식회사 고단샤'는 1958년부터 사용하고 있다.

## 연혁
- 1909년 '고단샤' 설립
- 1925년 회사 명칭 개칭
- 1938년 제 2대 사장 취임
- 1945년 제 4대 사장 취임
- 1958년 지금의 명칭으로 개칭
- 1981년 제 5대 사장 취임
- 1987년 제 6대 사장 취임
- 2009년 회사 설립 100주년
- 2011년 제 7대 사장 취임

## 만화 잡지

### 아동 만화
- 코믹 붐붐 (1981-2007)

### 소년 만화
- 주간 소년 매거진
- 월간 소년 매거진
- 매거진 SPECIAL (monthly, 1983-2017)
- 월간 소년 라이벌 (2008-2014)
- 별책 소년 매거진
- 월간 소년 시리우스

### 소녀 만화
- 소녀 프렌드 (1962-1996)
- 별책 프렌드
- 나카요시
- 나카요시 러블리
- 디저트
- THE 디저트
- ARIA (monthly, 2010-2018)

### 청년 만화
- 모닝
- 월간 애프터눈
- 이브닝
- 주간 영 매거진
- 영 매거진 Uppers (1998-2004)
- 월간 영 매거진
- 영 매거진 서드

## 같이 보기
- 슈에이샤
- 하쿠센샤
- 쇼가쿠칸